# Tuguanya (köpinghuvudort i Kina, Hubei Sheng, lat 32,42, long 111,36)
Tuguanya (kinesiska: 土关垭, 土关垭镇) är en köpinghuvudort i Kina. Den ligger i provinsen Hubei, i den centrala delen av landet, omkring 340 kilometer nordväst om provinshuvudstaden Wuhan. Antalet invånare är 10 408. Befolkningen består av 4 929 kvinnor och 5 479 män. Barn under 15 år utgör 14,0 %, vuxna 15-64 år 74 %, och äldre över 65 år 10,0 %.
Runt Tuguanya är det ganska tätbefolkat, med 214 invånare per kvadratkilometer. Närmaste större samhälle är Shihua, 18,0 km sydost om Tuguanya. I omgivningarna runt Tuguanya växer i huvudsak blandskog.
Genomsnittlig årsnederbörd är 980 millimeter. Den regnigaste månaden är augusti, med i genomsnitt 203 mm nederbörd, och den torraste är januari, med 9 mm nederbörd.